# Daiki Kasho
Daiki Kasho (嘉生 大樹 Kashou Daiki?, born November 2, 1976) (estilizado como daiki kasho) es un compositor japonés de videojuegos que ha trabajado en las series Gran Turismo, F-Zero, Wangan Midnight y King of Fighters.

## Lista de canciones conocidas
- "C0LL!5ION OF W0RLD5" - Gran Turismo Sport (letra y voz de Jonathan Underdown, Ray Hikari & Alan Brey y el vocalista de "Looking for you")
- "All my life" - Gran Turismo 6 (letra y voz de Ray Hikari)
- "Looking for you" - Gran Turismo 6
- "Place in this world" - Gran Turismo 6 (letra y voz de Ray Hikari)
- "AL1V3" - Gran Turismo 6
- "We are one" - Gran Turismo 6 (letra y voz de Jonathan Underdown y del vocalista de "Looking for you")
- Kasho compuso una canción sin título para el tráiler de Gran Turismo 5 en el E3 2010, que posteriormente fue bautizada como "5OUL ON D!SPLAY" a través de un concurso convocado por Polyphony Digital. - Gran Turismo 5 (letra y voz de by Jonathan Underdown)[1][2]
- "Day to Live" - Gran Turismo 5 (letra y voz de Jonathan Underdown)
- "Shadows of Our Past" - Gran Turismo 5 (letra y voz de Jonathan Underdown)
- "SURV1V3"- Gran Turismo 5 Prologue (letra y voz de Jonathan Underdown)
- "Edge of The World"- Gran Turismo 5 Prologue (letra y voz de Jonathan Underdown)
- "Flow" - Gran Turismo 5 Prologue (letra y voz de Jonathan Underdown)
- "Soul Surfer" - Gran Turismo 4 (interpretada por Dakota Star, voz de Chiaki, arreglo musical de Daiki Kasho y Alan Brey, letra de Alan Brey and Chiaki)
- "Good Days Bad Days" - Gran Turismo 4
- "What to Believe" - Gran Turismo 4, Gran Turismo 6 (interpretada por Dakota Star, voz de Alan Brey y Chiaki, arreglo musical de Daiki Kasho, letra de Alan Brey)
- "My Precious" - Gran Turismo 4
- "Break Down" - Gran Turismo 4 (interpretada por Dakota Star, voz de Chiaki, arreglo musical de Daiki Kasho y Alan Brey, letra de Alan Brey)
- "Wicked" - Gran Turismo 4
- "It's All About You" - Gran Turismo 4 (interpretada por Dakota Star, voz de Chiaki, arreglo musical de Daiki Kasho y Alan Brey, letra de Chiaki y Alan Brey)
- "2/K" - Prólogo de Gran Turismo 4
- "Continuation" - Prólogo de Gran Turismo 4
- "Heaven" - Gran Turismo Concept
- "TURBO" - Gran Turismo Concept
- "Glowl" - Gran Turismo 3
- "Mirage" - Gran Turismo 3
- "Strike Breaker" - Gran Turismo 3
- "Obscure" - Gran Turismo 3
- "Sky Scraper" - Gran Turismo 3
- "Hit It" - Wangan Midnight PS2
- "TENSE UP" - Omega Boost PS2 (Compuesto por Singo Okumura, Arreglado por Daiki Kasho)
- "Captain Falcon" - F-ZERO GX/AX Gamecube
- "Super Arrow" - F-ZERO GX/AX Gamecube
- "Deathborn" - F-ZERO GX/AX Gamecube
- "Call Me Now" - Kaido Battle: Touge no Densetsu (voz de Dakota Star) (tema de introducción)
- "Find Your Dream" - Kaido Battle 2: Chain Reaction (interpretado por LEO)
- "Running in the Dark" - Shutokou Battle 01 (interpretado por Dakota Star, voz de Chiaki, arreglo musical de Daiki Kasho y Alan Brey, letra de Alan Brey)
- "Please" - Kaido Battle: Nikko, Haruna, Rokko, Hakone (interpretada por LEO)
- "Regret" - King of Fighters: Another Day (interpretada por Dakota Star)